# Atribalus striatipennis
Atribalus striatipennis är en skalbaggsart som först beskrevs av Thérond 1965.  Atribalus striatipennis ingår i släktet Atribalus och familjen stumpbaggar. Inga underarter finns listade i Catalogue of Life.